# Quedlinburger SV
Quedlinburger SV is een Duitse voetbalclub uit Quedlinburg, Saksen-Anhalt.

## Geschiedenis
Het voetbal in de stad gaat terug tot 1899 toen FC Quedlinburg opgericht werd. Later veranderde de naam in Hohenzollern Quedlinburg. In 1904 waren er ook nog de clubs Britannia, Union en Fortuna. In 1905 kwam daar ook nog Preußen bij. Britannia nam op 6 mei 1911 de naam Quedlinburger SV 04 aan. Hohenzollern, sloot zich datzelfde jaar ook bij de club aan. Hohenzollern was in 1910 kampioen van Harz geworden. Tijdens seizoen 1912/13 trok de club zich terug uit de competitie. 
In 1914 kwamen al deze clubs samen onder de naam SpVgg Quedlinburg. In 1919 werd ook het jaartal 1904 in de clubnaam opgenomen. In 1920 werd Spielvereinigung gewijzigd in Sportverband, kortweg SV. Na de oorlog speelde de club opnieuw in de Harzcompetitie, die nu als tweede klasse fungeerde onder de Kreisliga Elbe. In 1922 werd de club tweede in zijn groep achter SV 09 Staßfurt. Datzelfde jaar speelde de club ter ere van het 1.000-jarig bestaan van de stad een vriendschappelijke wedstrijd tegen SV Dessau 05 en won deze met 4:1. In 1923 werd de club kampioen en nam aan de eindronde om de titel deel en verloor daar van SC Germania 1898 Magdeburg. Na dit seizoen werd de competitie als Gauliga Harz terug opgewaardeerd naar een eerste klasse. De club speelde de volgende jaren in de subtop, maar de competitie werd gedomineerd door FC Germania Halberstadt. Vanaf 1928 eindigde de club meer in de middenmoot en in 1932 werd de club laatste, maar werd van degradatie gespaard omdat de competitie met één club uitgebreid werd. In 1933 werd de competitie geherstructureerd. De Midden-Duitse bond werd ontbonden en de vele competities werden vervangen door de Gauliga Mitte en Gauliga Sachsen. De clubs uit Harz werden te licht bevonden voor de Gauliga Mitte en voor de Bezirksklasse Magdeburg-Anhalt plaatsten zich slechts twee clubs waardoor de club in de Kreisklasse Harz moest gaan spelen. De club slaagde er niet meer in te promoveren.
Na de Tweede Wereldoorlog werd de club heropgericht als SG Quedlinburg en nam later de naam BSG Motor Quedlinburg aan. In 1959 promoveerde de club naar de Bezirskliga Halle en bleef daar twee seizoenen. In 1977 promoveerde de club opnieuw naar de Bezirksliga (derde klasse). In 1982 halen ze daar hun beste plaats als derde. Ze bleven in de Bezirksliga tot aan de Duitse hereniging. De club moest in de top vijf eindigden om zich te plaatsen voor de nieuwe Landesliga Sachsen-Anhalt en slaagde daarin. De club nam opnieuw de naam Quedlinburger Sportverband 04 aan en speelde tot 1993 in de Landesliga. In 1994 fuseerde de club met Empor Quedlinburg tot de huidige club.